# Chinese vlekbekeend
De Chinese vlekbekeend of blauwbandeend (Anas zonorhyncha) is een vogel uit de familie Anatidae. De wetenschappelijke naam van de soort is voor het eerst geldig gepubliceerd in 1866 door Swinhoe. Deze soort wordt sinds 2006 niet meer beschouwd als een ondersoort van de Indische vlekbekeend.

## Voorkomen
De soort komt  voor in China en het zuidoosten van Azië.

## Beschermingsstatus
De Chinese vlekbekeend heeft een groot verspreidingsgebied en daardoor alleen al is de kans op de status  kwetsbaar (voor uitsterven) gering. De grootte van de populatie wordt geschat op 0,8 tot 1,6 miljoen individuen. De aantallen lopen terug. Echter, het tempo van achteruitgang ligt onder de 30% in tien jaar (minder dan 3,5% per jaar). Om deze redenen staat deze vlekbekeend als niet bedreigd op de Rode Lijst van de IUCN.